# Single numer jeden w roku 1987 (USA)
Notowanie Billboard Hot 100 przedstawia najlepiej sprzedające się single w Stanach Zjednoczonych. Publikowane jest ono przez magazyn Billboard, a dane kompletowane są przez Nielsen SoundScan w oparciu o cotygodniowe wyniki sprzedaży cyfrowej oraz fizycznej singli, a także częstotliwość emitowania piosenek na antenach stacji radiowych.

## Historia notowania
| Data publikacji | Piosenka                                     | Artysta                          |
| --------------- | -------------------------------------------- | -------------------------------- |
| 3 stycznia      | "Walk Like an Egyptian"                      | The Bangles                      |
| 10 stycznia     | "Walk Like an Egyptian"                      | The Bangles                      |
| 17 stycznia     | "Shake You Down"                             | Gregory Abbott                   |
| 24 stycznia     | "At This Moment"                             | Billy Vera and the Beaters       |
| 31 stycznia     | "At this Moment"                             | Billy Vera and the Beaters       |
| 7 lutego        | "Open Your Heart"                            | Madonna                          |
| 14 lutego       | "Livin’ on a Prayer"                         | Bon Jovi                         |
| 21 lutego       | "Livin’ on a Prayer"                         | Bon Jovi                         |
| 28 lutego       | "Livin’ on a Prayer"                         | Bon Jovi                         |
| 7 marca         | "Livin’ on a Prayer"                         | Bon Jovi                         |
| 14 marca        | "Jacob’s Ladder"                             | Huey Lewis and the News          |
| 21 marca        | "Lean on Me"                                 | Club Nouveau                     |
| 28 marca        | "Lean on Me"                                 | Club Nouveau                     |
| 4 kwietnia      | "Nothing's Gonna Stop Us Now"                | Starship                         |
| 11 kwietnia     | "Nothing's Gonna Stop Us Now"                | Starship                         |
| 18 kwietnia     | "I Knew You Were Waiting (for Me)"           | Aretha Franklin i George Michael |
| 25 kwietnia     | "I Knew You Were Waiting (for Me)"           | Aretha Franklin i George Michael |
| 2 maja          | "(I Just) Died in Your Arms"                 | Cutting Crew                     |
| 9 maja          | "(I Just) Died in Your Arms"                 | Cutting Crew                     |
| 16 maja         | "With or Without You"                        | U2                               |
| 23 maja         | "With or Without You"                        | U2                               |
| 30 maja         | "With or Without You"                        | U2                               |
| 6 czerwca       | "You Keep Me Hangin' On"                     | Kim Wilde                        |
| 13 czerwca      | "Always"                                     | Atlantic Starr                   |
| 20 czerwca      | "Head to Toe"                                | Lisa Lisa and Cult Jam           |
| 27 czerwca      | "I Wanna Dance with Somebody (Who Loves Me)" | Whitney Houston                  |
| 4 lipca         | "I Wanna Dance with Somebody (Who Loves Me)" | Whitney Houston                  |
| 11 lipca        | "Alone"                                      | Heart                            |
| 18 lipca        | "Alone"                                      | Heart                            |
| 25 lipca        | "Alone"                                      | Heart                            |
| 1 sierpnia      | "Shakedown"                                  | Bob Seger                        |
| 8 sierpnia      | "I Still Haven’t Found What I’m Looking For" | U2                               |
| 15 sierpnia     | "I Still Haven’t Found What I’m Looking For" | U2                               |
| 22 sierpnia     | "Who’s That Girl"                            | Madonna                          |
| 29 sierpnia     | "La Bamba"                                   | Los Lobos                        |
| 5 września      | "La Bamba"                                   | Los Lobos                        |
| 12 września     | "La Bamba"                                   | Los Lobos                        |
| 19 września     | "I Just Can’t Stop Loving You"               | Michael Jackson i Siedah Garrett |
| 26 września     | "Didn't We Almost Have It All"               | Whitney Houston                  |
| 3 października  | "Didn't We Almost Have It All"               | Whitney Houston                  |
| 10 października | "Here I Go Again"                            | Whitesnake                       |
| 17 października | "Lost in Emotion"                            | Lisa Lisa and Cult Jam           |
| 24 października | "Bad"                                        | Michael Jackson                  |
| 31 października | "Bad"                                        | Michael Jackson                  |
| 7 listopada     | "I Think We're Alone Now"                    | Tiffany                          |
| 14 listopada    | "I Think We're Alone Now"                    | Tiffany                          |
| 21 listopada    | "Mony Mony"                                  | Billy Idol                       |
| 28 listopada    | "(I've Had) The Time of My Life"             | Bill Medley i Jennifer Warnes    |
| 5 grudnia       | "Heaven is a Place on Earth"                 | Belinda Carlisle                 |
| 12 grudnia      | "Faith"                                      | George Michael                   |
| 19 grudnia      | "Faith"                                      | George Michael                   |
| 26 grudnia      | "Faith"                                      | George Michael                   |